# إيفان جونتسا
إيفان جونتسا (بالرومانية: Ion Gonța)‏ مواليد 22 أكتوبر 1978 في كيشيناو، مولدوفا، هو ملاكم محترف مولدوفي يصنف ضمن فئة وزن خفيف المتوسط.

## إحصائيات
خاض خلال مسيرته 21 نزالا، فاز في 17 وتعادل في 2 وخسر في 2. فاز بالضربة القاضية في 4 نزالا.

## روابط خارجية
- إيفان جونتسا على موقع بوكس ريك (الإنجليزية) (registration required)